# 卡西利亚斯德科里亚
卡西利亚斯德科里亚，是西班牙埃斯特雷马杜拉卡塞雷斯省的一个市镇。总面积62平方公里，总人口508人（2001年），人口密度8人/平方公里。